# نشر گیلگمش
نشر گیلگمش مؤسسه انتشاراتی در ایران که در حوزه‌های مختلف هنر فعالیت می‌کند. آثار متعددی از نویسندگان، هنرمندان و دربارهٔ سینماگران در این نشر منتشر شده است. از جمله می‌توان اشاره کرد به انتشار کتاب‌هایی مرتبط با بهمن فرمان‌آرا، ناصر تقوایی، داریوش مهرجویی، سعید مطلبی،امیررضا کوهستانی، صفی یزدانیان، سرگئی پاراجانف، چارلی چاپلین، فرانسوا رولاند تروفو، پیر پائولو پازولینی، لارس فون تریه، سیدنی لومت  ژان‌کلود کاریِر و…

## معرفی
نشر گیلگمش فعالیت‌اش را از سال ۱۳۹۸ آغاز کرد. نخستین اثر این نشر در همین سال منتشر شد. نشر گیلگمش با مأموریت انتشار کتاب‌های حوزه هنرهای تجسمی،موسیقی، عکاسی، سینما و تئوری و نظریه‌های سینما، نظریه‌های هنری کارش را پیش می‌برد. در نشر گیلگمش مجموعه‌های متعددی در موضوع‌های مختلف هنر و زیبایی‌شناسی و فلسفه هنر تعریف شده است؛ از آن جمله  مجموعه کولاژ؛ دربرگیرنده جستار، تفسیر و خاطرات هچنین به کارناوال؛ دربرگیرنده کتاب‌های تاریخ هنر، هنرمندان، مکاتبات هنری  بخش  و مجموعه کانون؛ دربرگیرنده نظریهٔ هنر، فلسفه هنر، جامعه‌شناسی هنر و کارگاه؛ آثار هنری را ارائه ‌می‌کند.  بر اساس گزارش بانک اطلاعات خانه کتاب و ادبیات تا سال ۱۴۰۳ مجموعاً ۱۳۷ اثر در این نشر چاپ و تجدید چاپ شده است. برخی از کتاب‌های نشر گیلگمش مشترکاً با نشرچشمه منتشر شده است.

## کتاب‌ها
آثار متعددی از نویسندگان، هنرمندان و دربارهٔٔ سینماگران و هنرمندان در این نشر منتشر شده است، که برخی از آن‌ها مورد توجه رسانه‌ها و مخاطب‌ها قرار گرفته است. از جمله می‌توان اشاره کرد به انتشار کتاب‌هایی مرتبط با بهمن فرمان‌آرا، ناصر تقوایی، داریوش مهرجویی، سعید مطلبی،امیررضا کوهستانی، صفی یزدانیان، سرگئی پاراجانف، چارلی چاپلین، فرانسوا رولاند تروفو، پیر پائولو پازولینی، لارس فون تریه، سیدنی لومت ژان‌کلود کاریِر و…

## دست‌آوردها
برخی از کتاب‌های این نشر نامزد رقابت‌های ملی کتاب در ایران شدند.
- نامزد چهل‌ویکمین دوره کتاب سال برای کتاب ابزارهای کمدی‌نویسی: مسئلهٔ جدی بانمک بودن تألیف استیو کاپلان، ترجمه مهدی کیا[۳۱][۳۲]
- تقدیر شده در چهلمین دوره کتا سال برای اثر تاریخ مفاهیم بنیادین زیبایی‌شناسی، تألیف ووادیسواف تاتارکیویچ، ترجمهٔ حمیدرضا بسحاق[۳۳][۳۴]